# Sprelacart

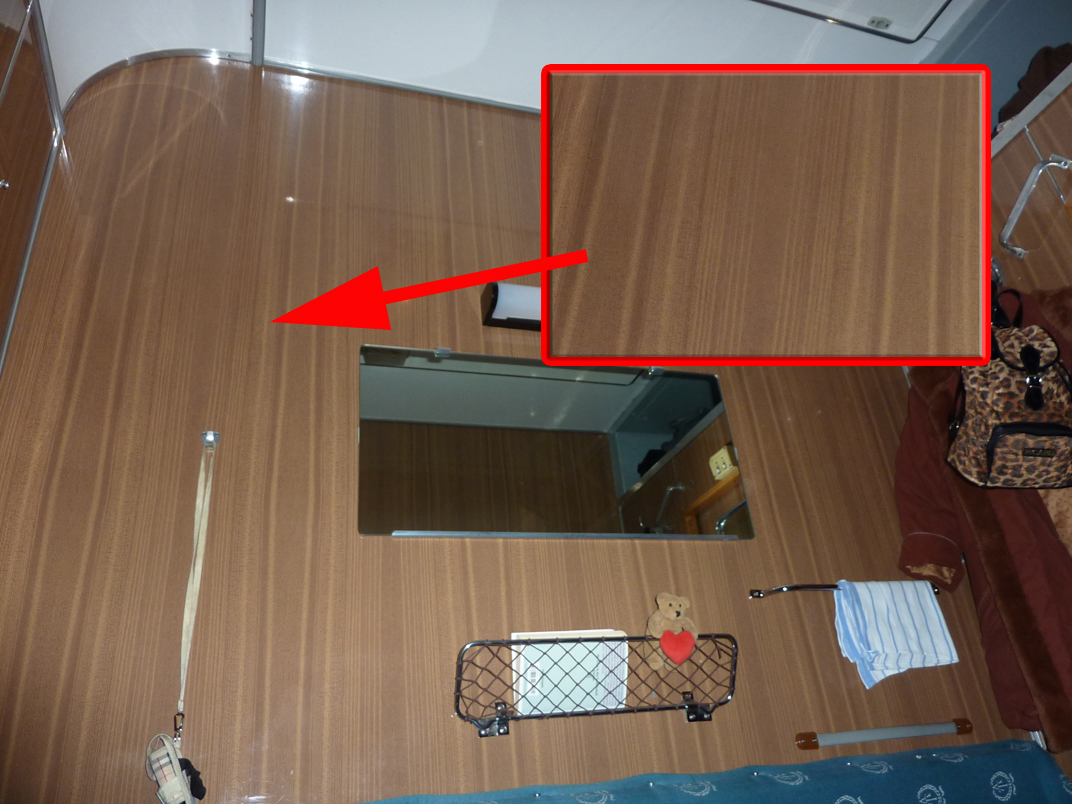
Eine Wand mit Sprelacart-Verkleidung in einem russischen Schlafwagen

Sprelacart ist ein Markenname für spezielle mit Kunstharz gebundene Schichtstoffplatten, der in der DDR entstanden ist.

## Geschichte
Das Herstellungsverfahren für Sprelacart wurde 1919 in den Römmler-Werken in Spremberg entwickelt und das Produkt 1930 Resopal getauft. Als die Römmler-Werke in Spremberg nach dem Zweiten Weltkrieg im Zuge der Reparationsleistungen an die Sowjetunion demontiert wurden, gründeten einige Mitarbeiter im hessischen Groß-Umstadt ein neues Unternehmen, das bald wieder Resopal produzierte. Kriegsheimkehrer bauten auch in Spremberg wieder ein Werk auf. Ihr Produkt, identisch mit dem westlichen, heißt seit 1955 Sprelacart – zusammengesetzt aus Spremberg, Laminat und Carton. Der Betrieb VEB Sprela-Werke Spremberg war bis 1990 Teil des Kombinats Plast- und Elastverarbeitung.
Der Schichtstoff wird bis heute von der Sprela GmbH unter dem Markennamen SprelaCart in Spremberg produziert und dort unter anderem zu hitze- und chemikalienbeständigen, kratzfesten Küchenarbeitsplatten verarbeitet. Nach einer Übernahme durch die österreichische Isomax Dekorative Laminate AG (als Tochter der Constantia Iso AG) im Jahr 2004 wurde die Sprela GmbH im September 2007 von der Kronospan-Gruppe aufgekauft und die jahrzehntelange Laminatproduktion am Standort Spremberg fortgesetzt.
Sprelacart war in der DDR bekannt als Hersteller von Küchen-, Schul- und Labormöbeln sowie Wandverkleidungen, die sich durch eine leichte und hygienische Reinigung der Oberflächen auszeichneten. Besonders in Reisezugwagen der Deutschen Reichsbahn sowie in Küchen-Zellen von Plattenbauten aus den 1950er bis 1970er Jahren wurden Einbaumöbel mit dieser Beschichtung eingesetzt.